# Frontschwein
Albums de Marduk
Serpent Sermon
(2012) Viktoria
(2018)
Frontschwein est le treizième album studio du groupe de black metal suédois Marduk. L'album est sorti le 19 janvier 2015 sous le label Century Media Records.

## Liste de morceaux
1. Frontschwein - 03:13
2. The Blond Beast - 04:26
3. Afrika - 04:00
4. Wartheland - 04:17
5. Rope of Regret - 03:52
6. Between the Wolf-Packs - 04:28
7. Nebelwerfer - 06:17
8. Falaise: Cauldron of Blood - 04:58
9. Doomsday Elite - 08:11
10. 503 - 05:12
11. Thousand-Fold Death - 03:45

## Musiciens
- Morgan Steinmeyer Håkansson : guitares
- Magnus "Devo" Andersson : basse
- Daniel "Mortuus" Rostén : voix
- Fredrik Widigs : percussions